# Georg 1. af Mecklenburg-Strelitz
Georg 1. (født 12. august 1779, død 6. september 1860) var storhertug af det lille storhertugdømme Mecklenburg-Strelitz i Nordtyskland fra 1816 til sin død i 1860.
Han var søn af sin forgænger storhertug Karl 2. af Mecklenburg-Strelitz. Han blev efterfulgt som storhertug af sin søn Frederik Vilhelm 2.

## Eksterne links
- Wikimedia Commons har flere filer relateret til Georg 1. af Mecklenburg-Strelitz